# Dorfkirche Mumsdorf

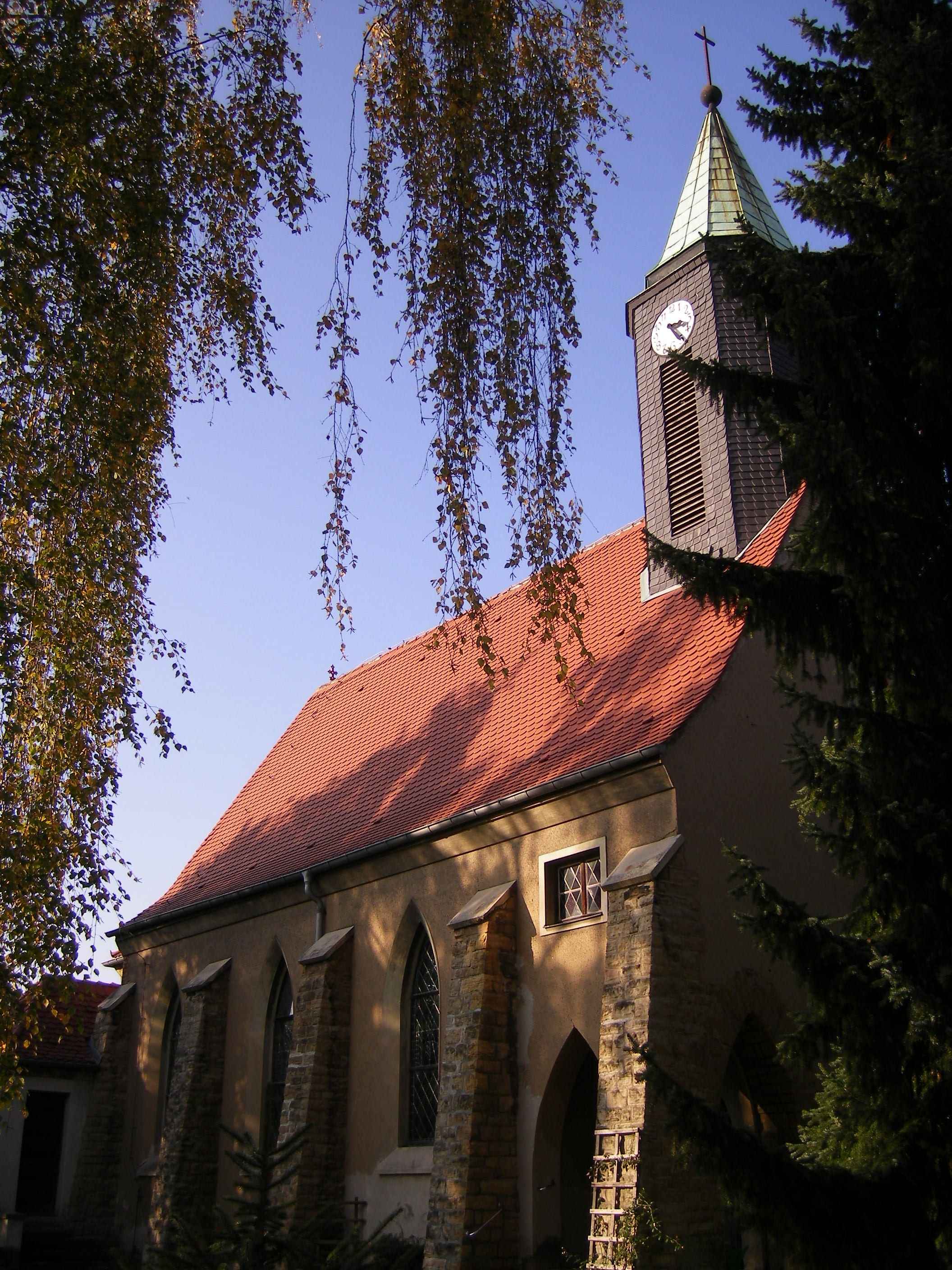
Die Kirche

Die evangelisch-lutherische Dorfkirche Mumsdorf steht im Ortsteil Mumsdorf der Stadt Meuselwitz im Landkreis Altenburger Land in Thüringen.

## Geschichte
Bis zur Reformation gingen die Gläubigen von Mumsdorf, das eine Exklave des wettinischen Amts Altenburg im Zeitzer Stiftsgebiet war, in das zu Zeitz gehörige Langendorf zur Kirche. Im Jahr 1521 kaufte der damalige Altenburger Amtmann, Günther von Bünau das Mumsdorfer Rittergut vom Adelsgeschlecht Haugwitz samt aller Gerichtsbarkeit. Günther von Bünau, der ein Anhänger der lutherischen Lehre war, verlangte, dass die Mumsdorfer nicht mehr in das stift-zeitzische Langendorf zur Schule und Kirche gehen, sondern in das altenburgische Meuselwitz. Seitdem gingen die Mumsdorfer fast 400 Jahre nach Meuselwitz zur Kirche.
Schon um die Jahrhundertwende 1900 hatten die Gläubigen aus Mumsdorf den Wunsch, ein eigenes Gotteshaus im Dorf zu haben. 1926 wurde der Kapellenverein gegründet. 1926 und 1927 kam es zum Bau der Kapelle auf dem von der Gemeinde bereitwillig übergebenen Bauplatz. Am 20. Februar 1927 konnte die erste Kirchenvertretung in Mumsdorf eingeführt werden.
Seit 2023 finden in der Kirche keine Gottesdienste mehr statt.